# Tracia (provincie romană)

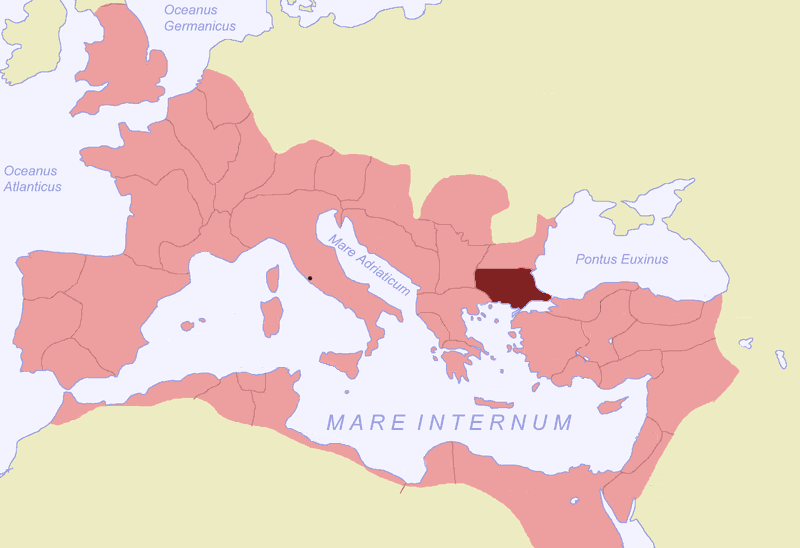
Provincia romană Tracia, în anul 120

Tracia (în limba greacă veche Θρᾴκη, transliterat Thrákê, iar în  latină Thracia sau Threcia, mai precis: PROVINCIA THRACIA) a fost o provincie a Imperiului Roman, ale cărei frontiere corespundeau, aproximativ, cu cele ale Traciei geografice.

## Istorie
Provincia romană Tracia a fost creată în anul 46 de împăratul Claudius, după anexarea ultimelor regate ale tracilor. Capitala a fost stabilită la Adrianopole.
Pe rând, capitala a fost mutată la Serdica, iar din anul 330, la Constantinopole.
În urma reformelor administrative ale lui Dioclețian, la sfârșitul secolului al III-lea, Tracia geografică a fost împărțită în patru mici provincii (Tracia, Haemimontus și Rodopes aparținând diocezei Tracia (Thraciae), aceasta aparținând prefecturii Orientului. Sub Duumvirat (286-293), apoi sub Tetrarhie (293-324), a fost plasată sub autoritatea Augustului însărcinat cu Orientul. În urma împărțirii definitive a Imperiului Roman, în 395, dioceza Traciei a fost inclusă în Imperiul Roman de Răsărit.
În fața amenințării protobulgare, a fost stabilită o temă a Traciei.

## Galerie de imagini

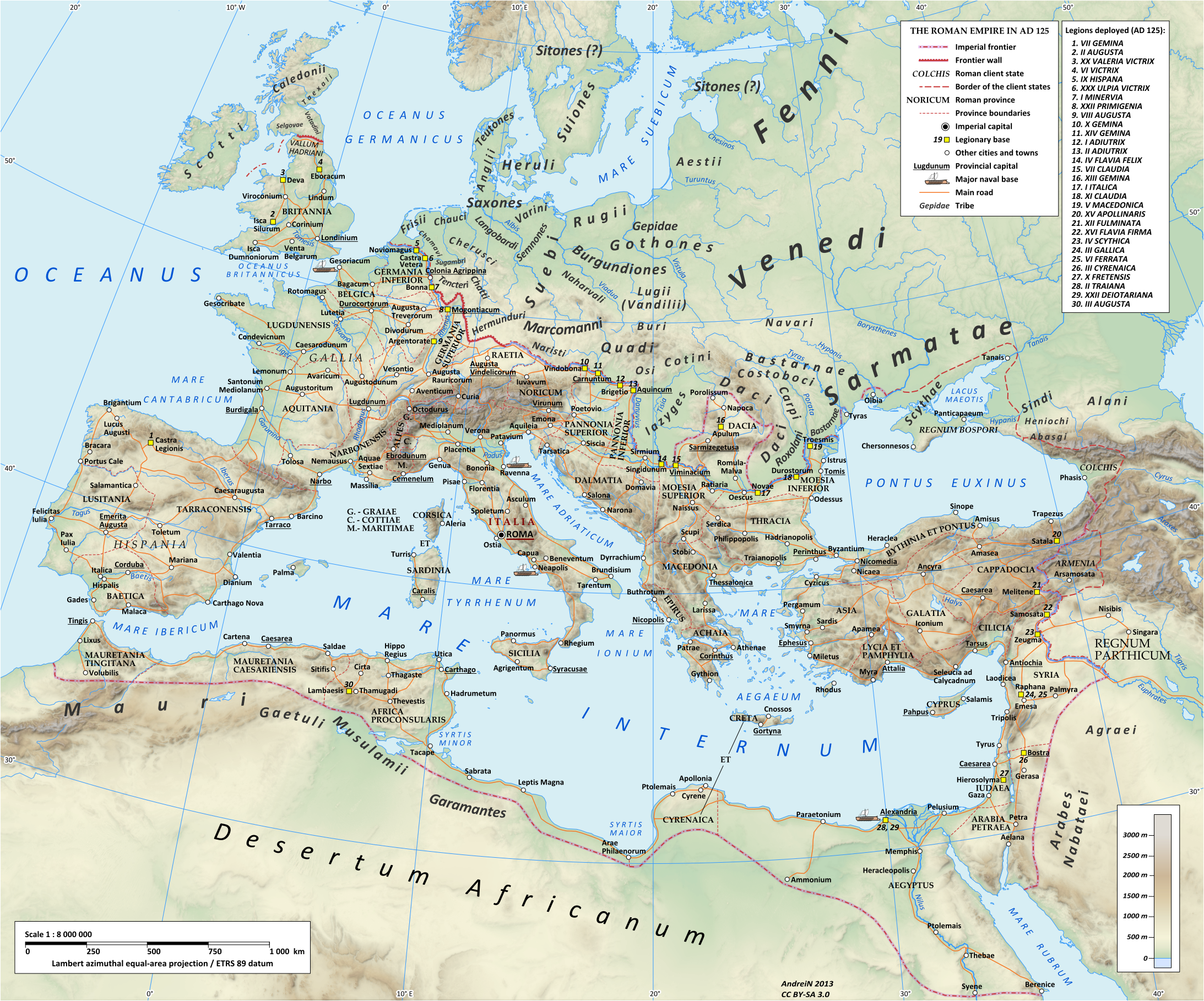
Tracia romană în 125 d. Hr.
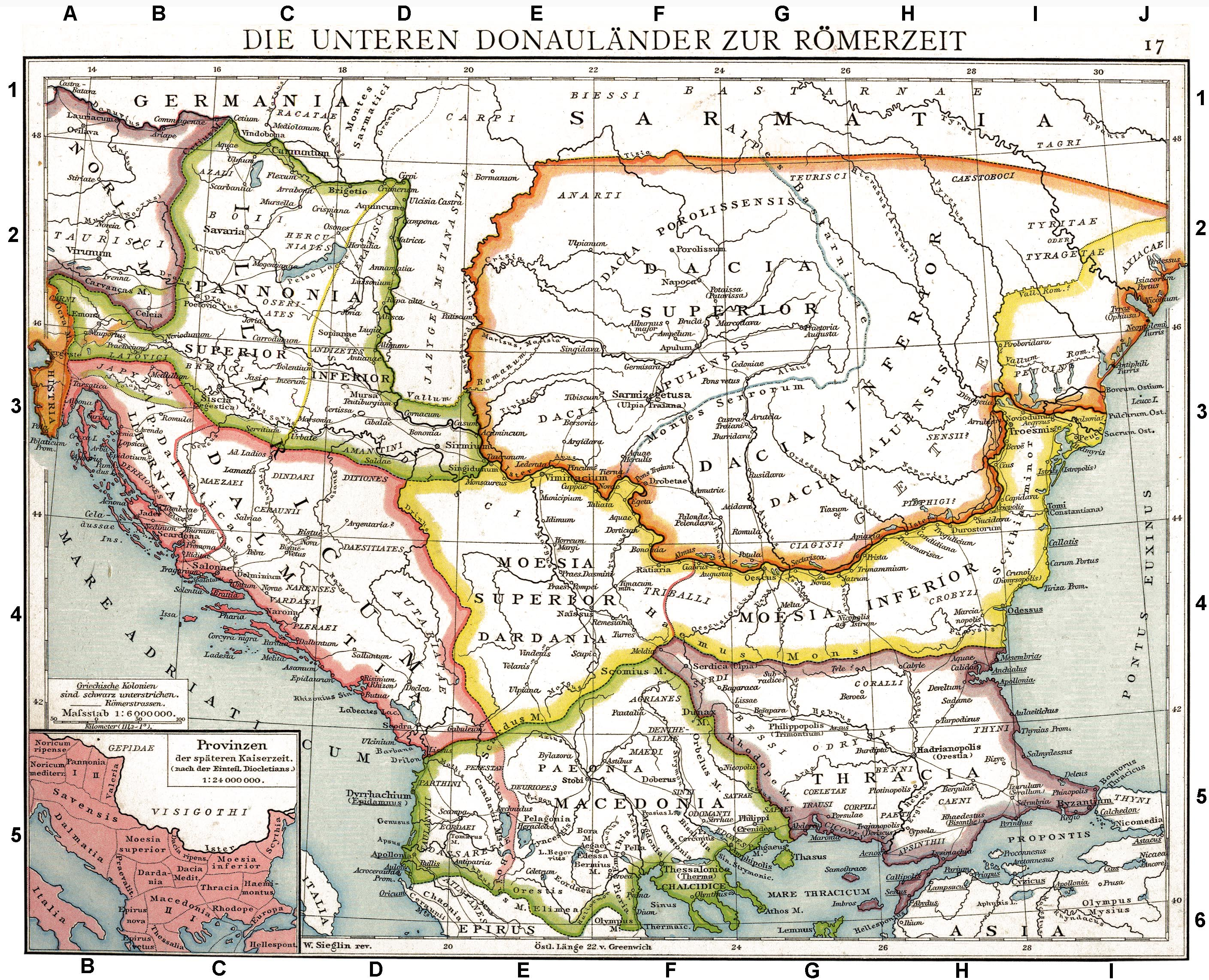
Tracia romană la sfârşitul secolului al II-lea şi începutul secolului al III-lea
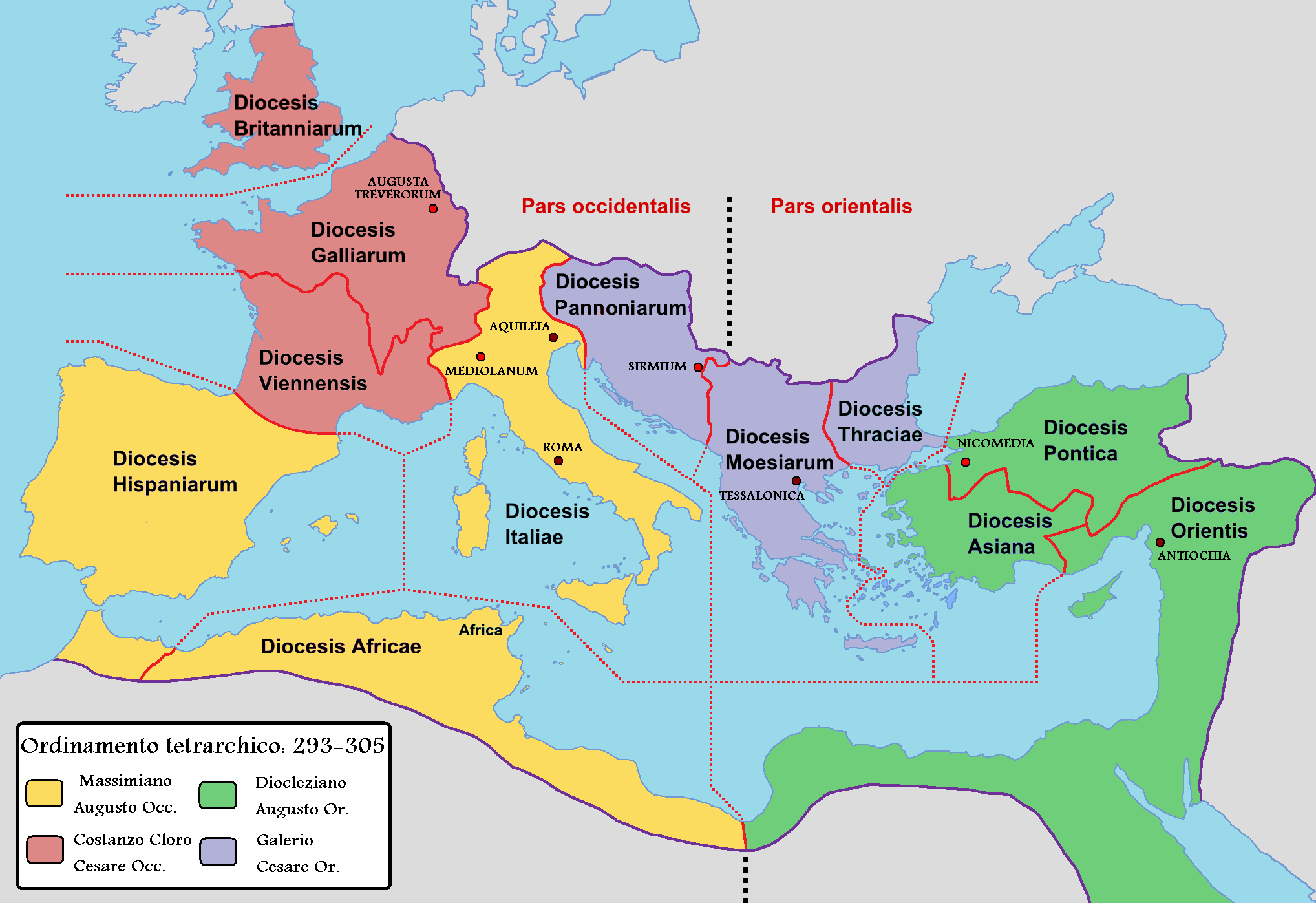
Tracia romană în 305
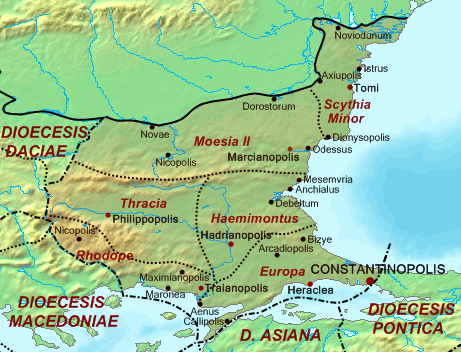
Dioceza romană a Traciei în 400 d.Hr.